# Banc de Tochigi
El Banc de Tochigi (栃木銀行, Tochigi Ginkô), sovint abreujat com a Tochigin (とちぎん) és una entitat bancària japonesa d'àmbit regional amb seu a la ciutat d'Utsunomiya, a la prefectura de Tochigi. El banc fou fundat el 1942 i, actualment, és un dels bancs més importants de Tochigi junt amb el banc d'Ashikaga. El nom del banc prové de la prefectura de Tochigi, lloc d'on és i on presta els seus serveis. Recentment, el banc ha presentat dificultats econòmiques.